# Virginia Slims of New England 1987
Virginia Slims of New England 1987 — жіночий тенісний турнір, що проходив на закритих кортах з килимовим покриттям у Вустері (США). Належав до турнірів 4-ї категорії в рамках Туру WTA 1987. Відбувсь утретє і тривав з 2 листопада до 8 листопада 1987 року. Пем Шрайвер здобула титул в одиночному розряді.

## Переможниці та фіналістки

### Одиночний розряд
Пем Шрайвер —  Кріс Еверт 6–4, 4–6, 6–0
- Для Шрайвер це був 4-й титул за сезон і 17-й — за кар'єру.

### Парний розряд
Еліз Берджін /  Розалін Феербенк —  Беттіна Бюнге /  Ева Пфафф 6–4, 6–4
- Для Берджін це був 2-й титул за сезон і 18-й — за кар'єру. Для Феербенк це був 1-й титул за рік і 14-й — за кар'єру.